# Magyar Coachszemle
A Magyar Coachszemle a Nemzetközi és Nemzeti ISSN Központ által regisztrált szakfolyóirat – ISSN 2063-6679. A szakmai számokban megjelenő cikkeket az Országos Széchényi Könyvtár Elektronikus Periodika Archívuma hosszú távú megőrzés céljából archiválja.
A Magyar Coachszemle elsősorban a coachinggal, illetve annak határterületeivel foglalkozik. A benne megjelenő cikkek jellemzően a személyes fejlődés, a szervezeti fejlődés, illetve a vezetőfejlesztés témakörét tárgyalják elméleti és gyakorlati szempontok alapján. A lap a kéthavonta megjelenő tematikus szakmai lapszámok mellett folyamatosan frissülő online felületen is kínál olvasnivalót a fejlődni vágyóknak.
A Magyar Coachszemle 2012-ben kezdte meg működését az alapító társ-főszerkesztők - Dobos Elvira (diplomás business coach) és Örvényesi Rita (diplomás business coach) - együttműködése nyomán. 2013-ban a szerkesztőség öttagúra bővült Kovács Petra (pszichológus, mindfulness tréner), Ruszák Miklós (szociológus) és Pintér Alexandra (ügyviteli szakértő) csatlakozásával.

## A Magyar Coachszemle küldetése
A Magyar Coachszemle független online szakmai folyóirat, célja, hogy segítse a coachként, illetve a coaching határterületein dolgozó szakemberek közti kommunikációt. A Magyar Coachszemle küldetésének tekinti, hogy elősegítse, ösztönözze a coachinghoz kapcsolódó magyar nyelvű szakmai, tudományos igényű háttéranyag folyamatos bővülését, amely stabil bázist nyújthat a coaching szakma hazai fejlődéséhez, illetve a szakma egyre nagyobb elismertségének megteremtéséhez. A folyóirat feladatának tekinti, hogy közvetítse és elérhetővé tegye a szakma hazai és nemzetközi híreit, újdonságait, ezen kívül a coaching, és a hozzá kapcsolódó szakterületek területén végzett kutatások, elemzések publikációinak teret adva szolgálni kívánja a tudásmegosztást az országhatáron túl és hazánkban egyaránt.

## Rovatok
A Magyar Coachszemle online és tematikus szakmai számainak tartalma részben különböző. A tematikus lapszámok inkább a szakmai közönséget célozzák, míg az online rovatok a személyes fejlődést és karriercélokat elérni kívánó szélesebb közönségnek szólnak.

### Business (csak online)
A Business rovat kifejezetten a vállalati közép- és felsővezetőknek, valamint vállalkozások tulajdonosainak szól. Szakértők tollából tanácsokat, egy-szerű és a napi üzleti életben is bevethető eszközöket, háttérinformációkat találnak az üzleti sikerek érdekében. Itt szóba kerül minden, ami egy munkahelyen fontos.

### Life (csak online)
Az élet hétköznapi, mindannyiunkat érintő kérdéseire kaphatnak választ az útkeresők, a segítségre vágyók magánéleti és párkapcsolati kérdésekben is.

### Háttér
A Háttér rovatban a társadalomtudományok, pszichológia, kommunikáció, szociológia coachinghoz kötődő területeihez, illetve a coaching szorosabban vett módszertani hátteréhez kapcsolódó írásokat olvashatnak az érdeklődők.

### Irányok
Az Irányok rovat a coaching különféle irányzatainak bemutatását célozza. Régi és új módszertani elképzelések, különböző szakterületek, rendszerek, üzleti és életvezetési coaching témaköreiről kaphatnak képet az olvasók.

### Kutatás
A Kutatás rovatban kapnak helyet a piackutatások, és egyéb, a coachinggal vagy határterületeivel kapcsolatos felmérések, elemzések, tudományos kutatások eredményeit bemutató írások illetve esettanulmányok.

### Esettanulmány
A konkrét esettanulmányok, amelyek coachingfolyamatok gyakorlati tapasztalatait foglalják össze, megerősítést és jó példát mutatnak azoknak a vállalati vezetőknek, vagy akár magánszemélyeknek, akik még nem vettek részt coachingfolyamatban, illetve éppen tervezik azt.

### Sikertörténet
Mindannyiunk számára példaértékű üzleti és személyes sikereket elért interjúalanyaink számolnak be eredményeik hátteréről, a sikerekhez vezető útról. Ki ne akarna itt szerepelni egy jól menő vállalkozás vezetőjeként vagy tulajdonosaként?

### Vélemény
A Vélemény rovatban a coachinghoz kötődő személyesebb, könnyedebb hangvételű írások, vélemények és beszámolók kapnak helyet.

### Ajánló
Az Ajánló rovatban kritikákat, illetve ajánlókat olvashatnak az olvasók olyan könyvekről, kiadványokról és szakmai programokról, amelyek számot tarthatnak a szakma képviselőinek érdeklődésére. A szerkesztők Coachok, trénerek és más segítő szakmák gyakorlóinak ajánlják.

### Interjú
Az Interjú rovatban az aktuális tematikus lapszám irányvonalához igazodva a téma elismert szakértőit kérdezik a szerkesztők a témához kötődő fontos és aktuális kérdésekről.

## További szolgáltatások

### CoachingRoom
A Magyar Coachszemle csapata egy olyan online platformot hozott létre, ahol a nap 24 órájában elérhető coaching és tanácsadási szolgáltatásokat kínálnak.
A CoachingRoom 2014-ben azért jött létre, hogy mindenki professzionális segítséget kaphasson úgy, hogy közben ki sem kell mozdulnia az otthonából. A CoachingRoomban kizárólag olyan felkészült és tapasztalt szakemberek dolgoznak, akik a szolgáltatások nyújtásához szükséges szakképesítésüket igazolták, így mindenki biztos lehet abban, hogy mindig hatékony és testreszabott megoldásokat fog kapni. A szolgáltatás itt érhető el: http://coachingroom.hu 

### Magyar Coachregiszter
A Magyar Coachregiszter a Magyar Coachszemle coach-kereső oldala, az egyetlen olyan hazai coach-adatbázis, amely egyesületektől és képző intézményektől független. Célja, hogy megkönnyítse a kapcsolódást a fejlődni, előrelépni vágyó vezetőket és magánszemélyeket azzal a felkészült coach szakemberrel, aki speciálisan az általuk problémásnak érzett területen tud segíteni. A Magyar Coachregiszterben kizárólag olyan felkészült szakemberek szerepelnek, akik előzetesen igazolták coach végzettségüket.
A Magyar Coachregiszterben több keresési lehetőség közül választhatnak az érdeklődők: 
- régiók szerinti keresés - hogy olyan szakembert találjon az érdeklődő, aki földrajzilag is közel van hozzá
- lista szerinti keresés - a regisztrált coachok teljes listájából történő válogatáshoz
- név szerinti keresés - ha a kereső már tudja, hogy kit keres, de szüksége van további adatokra, elérhetőségekre